# العلاقات التوفالية الأيرلندية
العلاقات التوفالية الأيرلندية هي العلاقات الثنائية التي تجمع بين توفالو وجمهورية أيرلندا.

## مقارنة بين البلدين
هذه مقارنة عامة ومرجعية للدولتين:
| وجه المقارنة                                              | توفالو                         | جمهورية أيرلندا                                       |
| --------------------------------------------------------- | ------------------------------ | ----------------------------------------------------- |
| المساحة (كم2)                                             | 26                             | 70.27 ألف                                             |
| عدد السكان (نسمة)                                         | 11.19 ألف                      | 4.76 مليون                                            |
| الكثافة السكانية (ن./كم²)                                 | 43.04 ألف                      | 67.74                                                 |
| العاصمة                                                   | فونافوتي                       | دبلن                                                  |
| اللغة الرسمية                                             | اللغة التوفالوية، لغة إنجليزية | اللغة الأيرلندية، لغة إنجليزية، الإنجليزية الأيرلندية |
| العملة                                                    | دولار توفالو                   | جنيه أيرلندي، يورو، عملات اليورو الأيرلندية           |
| الناتج المحلي الإجمالي (بليون دولار)                      | 39.73 مليون                    | 333.73 مليار                                          |
| الناتج المحلي الإجمالي (تعادل القوة الشرائية) بليون دولار | 38.93 مليون                    | 318.16 مليار                                          |
| الناتج المحلي الإجمالي الاسمي للفرد دولار أمريكي          | 3.29 ألف                       | 61.13 ألف                                             |
| الناتج المحلي الإجمالي للفرد دولار أمريكي                 | 3.77 ألف                       |                                                       |
| مؤشر التنمية البشرية                                      |                                | 0.916                                                 |
| رمز المكالمات الدولي                                      | +688                           | +353                                                  |
| رمز الإنترنت                                              | .tv                            | .ie                                                   |
| المنطقة الزمنية                                           | ت ع م+12:00                    | 00، ت ع م+01:00، أوروبا/دبلن ‏                         |

## منظمات دولية مشتركة
يشترك البلدان في عضوية مجموعة من المنظمات الدولية، منها:
| علم المنظمة | اسم المنظمة                   | تاريخ انضمام توفالو | تاريخ انضمام جمهورية أيرلندا |
| ----------- | ----------------------------- | ------------------- | ---------------------------- |
|             | بنك التنمية الآسيوي           | 1993                | 2006                         |
|             | مؤسسة التنمية الدولية         | 24 يونيو 2010       | 22 ديسمبر 1960               |
|             | يونسكو                        | 21 أكتوبر 1991      | 3 أكتوبر 1961                |
|             | الأمم المتحدة                 | 5 سبتمبر 2000       | 14 ديسمبر 1955               |
|             | الاتحاد البريدي العالمي       | ?                   | ?                            |
|             | البنك الدولي للإنشاء والتعمير | 24 يونيو 2010       | 8 أغسطس 1957                 |
|             | الاتحاد الدولي للاتصالات      | 15 أغسطس 1996       | 8 ديسمبر 1923                |
|             | منظمة حظر الأسلحة الكيميائية  | ?                   | ?                            |

## وصلات خارجية
- موقع وزارة الخارجية الأيرلندية